# Obizzo Sanvitale
Obizzo Sanvitale (Parma, ante 1229 – Orvieto, 12 settembre 1303) è stato un vescovo cattolico italiano.

## Biografia

Stemma Sanvitale

Figlio di Guarino, guerriero e letterato, e di Margherita Fieschi, sorella di papa Innocenzo IV. Rimase orfano del padre in tenerissima età. Divenuto canonico del Capitolo della cattedrale di Parma, venne descritto da Salimbene de Adam nel Chronicon come esperto di lettere e di diritto canonico. Quando lo zio materno Sinibaldo Fieschi diventò papa col nome di Innocenzo IV prese a favorire in ogni modo i Sanvitale. Dopo la morte del vescovo di Parma Martino da Colorno il successore avrebbe dovuto essere Bernardo de' Scotti, ma il papa scelse al suo posto Alberto, fratello di Obizzo, pur non essendo egli consacrato. Alberto diventò vescovo il 6 agosto 1254. In quel periodo Obizzo visse a lungo presso la corte pontificia di Roma.
Alla morte di Alberto Sanvitale (16 maggio 1257) la diocesi individuò come successore l'arciprete Giovanni, ma l'intervento del cardinale Ottobono Fieschi portò alla nomina di Obizzo come nuovo vescovo (giugno/ottobre 1257). Dimostrò subito grande abilità politica, uscendo indenne dalle accuse mossegli da Giberto da Gente, che voleva imporre al vescovado la nomina a vescovo di suo fratello Guglielmo e lo denunciò al papa Urbano IV come dissipatore dei beni della diocesi. Nel sinodo di Ravenna del 1259 prese le difese degli ordini regolari, favorendo in particolare Gherardo Segarelli, che nel 1260 fondò l'Ordine degli Apostoli. In seguito però Obizzo accusò gli aderenti all'ordine di eresia e fece imprigionare Segarelli nel palazzo vescovile. Dopo poco tempo lo liberò ma condannò al rogo due donne dell'ordine degli apostoli e fece nuovamente arrestare Segarelli, che fu arso come eretico il 18 luglio 1300. In quegli anni consultò più volte il calzolaio Benvenuto Asdente, che era diventato famoso anche fuori Parma per le sue supposte doti profetiche.
Il 25 maggio 1270 consacrò il Battistero di Parma e nel 1284 fece demolire la vecchia torre campanaria del Duomo, per sostituirla con una più solida e più bella (1294). Compilò inoltre gli Statuti della Chiesa di Parma, che rimasero in vigore per molto tempo. Nel 1271 guidò l'esercito parmigiano all'assedio del castello di Corvara, dal quale scacciò Giacomo da Palù. Nel 1274 partecipò al Concilio di Lione. Secondo Salimbene de Adam fu anche esperto nel gioco degli scacchi.
Nel 1287 si mise a capo di una parte della fazione guelfa predominante a Parma. Volendo favorire Azzo d'Este nel dominio su Parma, si scontrò con il podestà Umberto Guarnieri e con l'intera fazione ghibellina. Nel 1295 scoppiarono gravi tumulti e lo stesso Palazzo vescovile fu preso d'assalto. Obizzo riuscì a fuggire (24 agosto), mettendosi in salvo a Ravenna. Ancor prima di questi avvenimenti, per evitare che la situazione precipitasse, papa Bonifacio VIII era stato indotto dal cardinale Gherardo Bianchi a trasferire Obizzo Sanvitale all'arcidiocesi di Ravenna (23 luglio 1295), nominando a Parma Giovanni da Castell'Arquato. Quando Giberto da Correggio si oppose al rientro a Parma dei Sanvitale e dei Rossi, banditi dalla città, il papa consentì ad Obizzo Sanvitale di inviare truppe ad assediarla, finché non si giunse ad un accordo tra le parti (23 luglio 1303). Con l'aiuto di Azzo d'Este, Obizzo riuscì anche a recuperare Argenta (1301) e altre terre alla Chiesa di Ravenna.
Obizzo morì ad Orvieto mentre si trovava in visita a Bonifacio VIII, e fu sepolto nella chiesa dei frati minori di Orvieto. La sua eredità più importante è considerata la compilazione degli Statuti della Chiesa di Parma, composti durante il Sinodo del 22 marzo 1273.